# 麻薬委員会
麻薬委員会（まやくいいんかい、Commission on Narcotic Drugs）は、国際連合組織内における麻薬政策決定の中核的機関である。国際連合経済社会理事会の機能委員会の一つである。英語での略称は、CND。
委員会の前身である阿片及び他の危険薬品の取引諮問委員会(Advisory Committee on the Traffic in Opium and Other Dangerous Drugs) は、国際連盟の初総会により、1920年12月15日に設立された。1921年5月2日から5月5日において諮問委員会は初会合を開催して1940年までその活動を継続した。
麻薬委員会は、1946年の経済社会理事会決議9（I）により創立された。これまでに発効した薬物統制に関する諸条約に基づく職務を行っている。

## 権限
麻薬統制条約は、麻薬委員会と国際麻薬統制委員会の間に権限を分配している。他の機関への助言やさまざまな物質を、どのような統制下に置くかを決定することにより、委員会は、麻薬統制条約に影響を与え得る権限を持つ。しかし、執行権限は統制委員会が確保している。
麻薬に関する単一条約第8条に基づく麻薬委員会の権限は、以下の事項である。
- 単一条約の附表の改正。
- 統制委員会の任務に関係がある事項について統制委員会の注意を喚起すること。
- 単一条約の目的の達成及び規定の実施（学術上の研究の計画及び学術的又は技術的な性質を有する資料の交換を含む。）のために勧告を行うこと。
- 麻薬委員会が単一条約に基づいて採択する決定及び勧告について、それに沿った措置を考慮するように、非締約国の注意を喚起すること。

また、向精神薬に関する条約第17条に基づき、以下の権限を有している。
- 向精神薬条約の目的及び実施に関するすべての事項を審議し並びにこれらに関する勧告を行うことができる権限（第1項）。
- 構成国の3分の2以上の多数決による議決によった向精神薬条約の付表の改正する権限(第2項)。

## 付表における職務
単一条約及び向精神薬条約では、物質を4つの付表（附表）に分類し、それぞれの付表ごとに異なる水準の統制措置を規定している。単一条約第3条及び向精神薬条約第2条は、付表の改正の手続きを規定している。物質をどの付表に置くかを決定する権限を麻薬委員会に付与している。
しかし、経済社会理事は、これら付表の改正において異議の伴う物を変更又は取り消すことができる。さらに、物質が特定の付表に掲げられる前に、世界保健機関は当該物質に関する評価を行う。麻薬委員会と世界保健機関の関係について、単一条約の注解では以下のように述べられている。
「麻薬委員会が物質を国際統制下に置くか否かを決定する。世界保健機関の勧告に従ってのみ、可決することができる。機関により推薦される当該附表にのみ、物質を掲げることができる。世界保健機関が附表Iを勧告した場合、委員会は物質を附表IIに加えることを決定してはならない。または、その逆も同様である。委員会は世界保健機関により勧告された附表の受諾、もしくは、統制の拡大の完全な断念のいずれかを行わなければならない。しかし、世界保健機関が同時にこれら附表の両方への加入を勧告した場合、薬物を附表IVとしてではなく附表Iだけに掲げることを決定してかまわない。世界保健機関がそうしなかった場合、委員会は物質への統制を拡大することを必ず決定してはならない」
麻薬及び向精神薬の不正取引の防止に関する国際連合条約第12条は、不正な製造に流用されるおそれがある先駆物質が統制されるべきか否の決定権限を麻薬委員会に付与している。
そして、麻薬委員会が統制を適当と認める場合には、当該物質をこの条約における付表Iもしくは付表IIに加えて物質にはそれぞれの水準の監視措置が執られる。しかし、物質に関しての科学的な事項に関する統制委員会の評価は、受け入れなければならない（第5項）。並びに、他の薬物関連条約と同様、経済社会理事は付表の改正を変更又は取り消すことができる。

## 組織
麻薬委員会は53ヶ国で構成される。構成国の任期は4年である。構成国の議席数は各地域グループごとに割り当てられている。それを以下に示す。
- アフリカグループ: 11議席
- アジア太平洋グループ: 11議席
- ラテンアメリカ・カリブ海グループ: 10議席
- 西ヨーロッパ・その他グループ: 14議席
- ラテンアメリカ・カリブ海グループとアジア太平洋グループ間で4年毎に交替する1議席